# Сарамотин, Алексей
Алексей Сарамотин (латыш. Aleksejs Saramotins, 8 апреля 1982 года, Рига, Латвийская ССР) — латвийский профессиональный шоссейный велогонщик русского происхождения. Многократный чемпион Латвии в групповой гонке. Участник Летних Олимпийских игр 2012 года.

## Достижения
2004
3-й на Чемпионат Латвии — групповая гонка
2005
 Чемпион Латвии — групповая гонка
2006
 Чемпион Латвии — групповая гонка
2-й на Гран-при Риги
2-й на Кубок мэра
2007
 Чемпион Латвии — групповая гонка
4-й этап на Тур Хорватии
2-й на Гран-при Таллин — Тарту
2-й на Гран-при Риги
3-й на Кубок мэра
3-й на Чемпионат Латвии — индивидуальная гонка
2008
1-й этап на Круг Арденн
Гран-при Тарту
Scandinavian Open Road Race
3-й этап на Тур Словакии
Тур Ломбардии
2-й на Тур Финистера
3-й на Ле-Самен
3-й на Гран-при Риги
3-й на Чемпионат Латвии — индивидуальная гонка
2009
Grand Prix de Lillers
3-й этап на Круг Уаза
Дрёйвенкурс Оверейсе
Тур Мюнстера
2-й на Чемпионат Латвии — групповая гонка
2-й на Чемпионат Латвии — индивидуальная гонка
2-й на Гран-при Тарту
2-й на Дуо Норман (с Сергеем Фирсановым)
3-й на Grand Prix Copenhagen Classic
0
2010
 Чемпион Латвии — групповая гонка
Гран-при Исберга
2-й на Чемпионат Латвии — индивидуальная гонка
2011
2-й на Чемпионат Латвии — групповая гонка
2-й на Чемпионат Латвии — индивидуальная гонка
2012
 Чемпион Латвии — групповая гонка
2-й на Чемпионат Латвии — индивидуальная гонка
2013
 Чемпион Латвии — групповая гонка
Тур дю Ду
2-й на Чемпионат Латвии — индивидуальная гонка
2-й на Тур дю Юра
2014
5-й этап (ITT) на Вуэльта Бургоса
2-й на Чемпионат Латвии — групповая гонка
2-й на Чемпионат Латвии — индивидуальная гонка
2015
 Чемпион Латвии — групповая гонка
2-й на Чемпионат Латвии — индивидуальная гонка
2016
2-й на Чемпионат Латвии — индивидуальная гонка
3-й на Классика Альмерии
8-й на Париж — Рубе
2017
 Чемпион Латвии — индивидуальная гонка
2018
2-й на Чемпионат Латвии — групповая гонка
3-й на Чемпионат Латвии — индивидуальная гонка
3-й на Тур Чехии
2019
2-й на Чемпионат Латвии — групповая гонка
2-й на Чемпионат Латвии — индивидуальная гонка

## Статистика выступлений наГранд Турах
| Гонка           | 2011 | 2012 | 2013 | 2014 | 2015 |
| --------------- | ---- | ---- | ---- | ---- | ---- |
| Джиро д'Италия  | –    | –    | –    | –    | 161  |
| Тур де Франс    | –    | –    | –    | –    | –    |
| Вуэльта Испании | 166  | –    | –    | DNF  | –    |

## Рейтинги
| Год                  | 2009 | 2010 | 2011  | 2012  | 2013 | 2014  | 2015 | 2016  | 2017  | 2018  | 2019  |
| -------------------- | ---- | ---- | ----- | ----- | ---- | ----- | ---- | ----- | ----- | ----- | ----- |
| Мировой тур UCI      |      |      |       |       |      |       | -    | 123-й | 369-й | -     |       |
| Мировой рейтинг UCI  |      |      |       |       |      |       |      | 247-й | 906-й | 350-й | 643-й |
| Европейский тур UCI  | 10-й |      | 295-й | 157-й | 32-й | 124-й |      | 418-й | 718-й | 179-й | 479-й |
| Американский тур UCI | -    |      | -     | -     | -    | -     |      | 359-й | -     | -     |       |
| Океанский тур UCI    | -    |      | -     | -     | -    | -     |      | 88-й  | -     | -     |       |
|                      |      |      |       |       |      |       |      |       |       |       |       |
| Источник: UCI        |      |      |       |       |      |       |      |       |       |       |       |